# Elecciones estatales extraordinarias de Nayarit de 2017
Las elecciones estatales extraordinarias de Nayarit se llevará a cabo el domingo 3 de diciembre de 2017, y en ellas renovaron los siguientes cargos extraordinarios:
- Alcalde de San Blas, Nayarit. Titular del Ayuntamiento formado por un Presidente Municipal y regidores, electo por un período extraordinario de dos años y medio no reelegibles de manera consecutiva.